# バラネスク・カルテット
バラネスク・カルテット（Balanescu Quartet）は、1987年に結成された前衛的な弦楽アンサンブル。現在のメンバーは、アレクサンダー・バラネスク（ヴァイオリン）、ユーリ・カルニッツ（ヴァイオリン）、ウナ・パリサー（ヴィオラ）、ニック・ホランド（チェロ）となっている 。

## 略歴
バラネスク・カルテットは、1987年に結成された現代音楽アンサンブルである。その原動力となっているのはルーマニアのヴァイオリニストで作曲家のアレクサンダー・バラネスクであり、彼はカルテットを音楽のフロンティアを超えて新たな未知の領域へと導いた。弦楽四重奏の限界を押し広げるこの探求は、クラシック音楽のグループではなくバンドに近いアンサンブルであることを明らかにし、異なる音楽分野間の相互コミュニケーションと流動性に対するバラネスクの情熱的な信念を反映している。
マイケル・ナイマンやギャヴィン・ブライアーズなどの作曲家とのコラボレーターとしてのルーツから、ラウンジ・リザーズのジョン・ルーリー、ジャック・ディジョネット、オーネット・コールマン、デヴィッド・バーン、ペット・ショップ・ボーイズ、スピリチュアライズド、ケイト・ブッシュ、クラフトワークとのプロジェクトを通じて、彼らは独自の発展を遂げてきた。独特な作曲と演奏スタイルが、他の弦楽四重奏団とは一線を画している。彼らのライブ・パフォーマンスは、その圧倒的なエネルギーとダイナミズムで注目に値する。彼らはロンドンのサウスバンク・センターやニューヨークのニッティング・ファクトリーなどの小さな会場をはじめ、ウェンブリー・アリーナでは10,000人のペット・ショップ・ボーイズのファンを前に公演を行うなど、非常に対照的な場所で演奏しており、新しい文脈で自分たちの音楽を披露する会場を常に探している。彼らは、イギリスのBBC2で、クイズ番組『ユニバーシティ・チャレンジ』のタイトル曲（2000年以降のもの）の現在のバージョンを演奏した。
彼らの初期のアルバムは、ミュート・レコードとArgo Records（UK）から発表されていた。

## ディスコグラフィ

### スタジオ・アルバム
- 『ポゼスト』 - Possessed (1992年)[4]
- 『ルミニッツァ』 - Luminitza (1994年)
- 『エンジェルス・アンド・インセクツ』 - Angels & Insects (1995年) ※映画『変態愛 インセクト』サウンドトラック
- 『イースト・ミーツ・イースト』 - East Meets East (1997年)
- Maria T (2005年)
- This Is The Balanescu Quartet (2011年)
- Balanescu (2019年)

### 演奏アルバム
- マイケル・ナイマン : 『弦楽四重奏曲第1番〜第3番』 - String Quartets 1-3 (1991年)
- デヴィッド・バーン、ロバート・モラン、ジョン・ルーリー、マイケル・トーキー : 『ストレンジャー・ザン・パラダイス〜モダン・ストリング・カルテット』- Balanescu Quartet Play Byrne/Moran/Lurie/Torke (1992年)
- ジェフ・スミス : Gas • Food • Lodging (1993年)
- ケヴィン・ヴォランズ : 『弦楽四重奏第2番「狩猟:集会」・第3番「ザ・ソングラインズ」』 - String Quartets Nos. 2 & 3 (1994年)
- ギャヴィン・ブライアーズ : 『弦楽四重奏曲第1番「国際ホテルとブリストルの間」・第2番 / ザ・ラスト・デイズ』 - The Last Days (1995年)
- スピリチュアライズド : 『ピュア・フェイズ』 - Pure Phase (1995年)
- イエロー・マジック・オーケストラ : 『イースト・ミーツ・イースト』 - East Meets East/ Y.M.O. By The Balanescu Quartet (1997年)
- ラビ・アブ＝カリル : Arabian Waltz (2002年)
- Various Artists : How To Kill The DJ (Part 2) (2004年)
- マイケル・トーキー : Six (2005年)
- ステイトレス : Matilda (2011年)
- アダ・ミリャ & アレクサンダー・バラネスク : The Island (2011年)
- テオ・テアルド : Diaz (2012年) ※サウンドトラック